# 日宰
日宰（法語：Gizay，法語發音：[ʒizɛ]）是法国新阿基坦大区维埃纳省的一个市镇，属于普瓦捷区。

## 地理
日宰（46°26'25"N, 0°25'27"E）面积20.76 平方千米，位于法国新阿基坦大区维埃纳省，该省份为法国中西部省份，北起曼恩-卢瓦尔省和安德尔-卢瓦尔省，西接德塞夫勒省，南至夏朗德省，东南接上维埃纳省，东临安德尔省。
与日宰接壤的市镇（或旧市镇、城区）包括：阿洛讷、马尔奈、尼约伊莱斯普瓦尔、圣莫里斯-拉克卢埃尔、韦尔农、拉维勒迪约迪克兰。

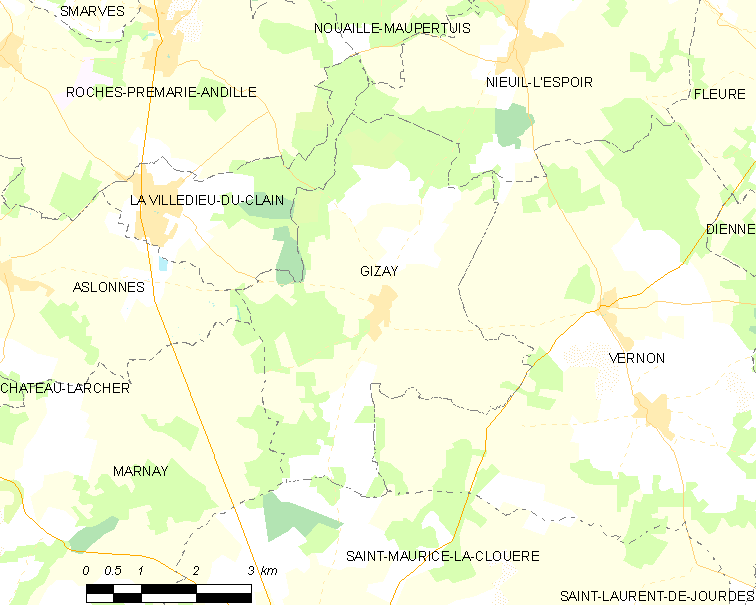
日宰的OSM定位图

日宰的时区为UTC+01:00、UTC+02:00（夏令时）。

## 行政
日宰的邮政编码为86340，INSEE市镇编码为86105。

## 政治
日宰所属的省级选区为维沃讷县。

## 人口

1962-2008年间日宰人口变化图示

日宰于2022年1月1日时的人口数量为364人。